# Sore Throat
A Sore Throat egy Angliából származó rövid életű grindcore együttes volt. Ezen a műfajon kívül jelen voltak még a crust punk műfajban is. Tagok: Rich Walker, Brian Talbot, John Pickering, Nick Royles és Paul Halmshaw. 1987-ben alakultak meg. Fennállásuk alatt 5 nagylemezt és több egyéb albumot jelentettek meg. Az egyik középlemezükön szatirizáltak olyan neves zenekarokat, mint a D.R.I., az S.O.D. vagy a Suicidal Tendencies. A Sore Throat 1990-ben feloszlott. "Saw Throat" néven is ismertek voltak, valamint "Soar Throat"-ként is írták már a nevüket.

## Stúdióalbumok
- Unhindered by Talent (1988)
- Disgrace to the Corpse of Sid (1988)
- Inde$troy (1989)
- Never Mind the Napalm... (1989)
- And We Don't Care (1989)